# Kościół Ewangelicki Wyznania Augsburskiego na Słowacji

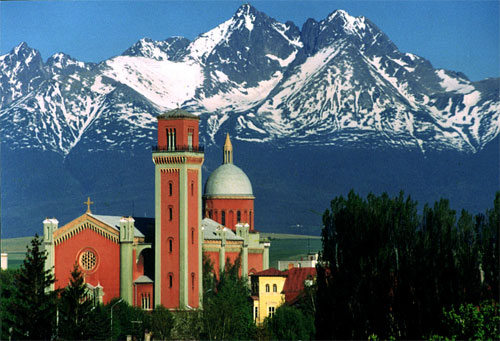
Kościół w Kieżmarku

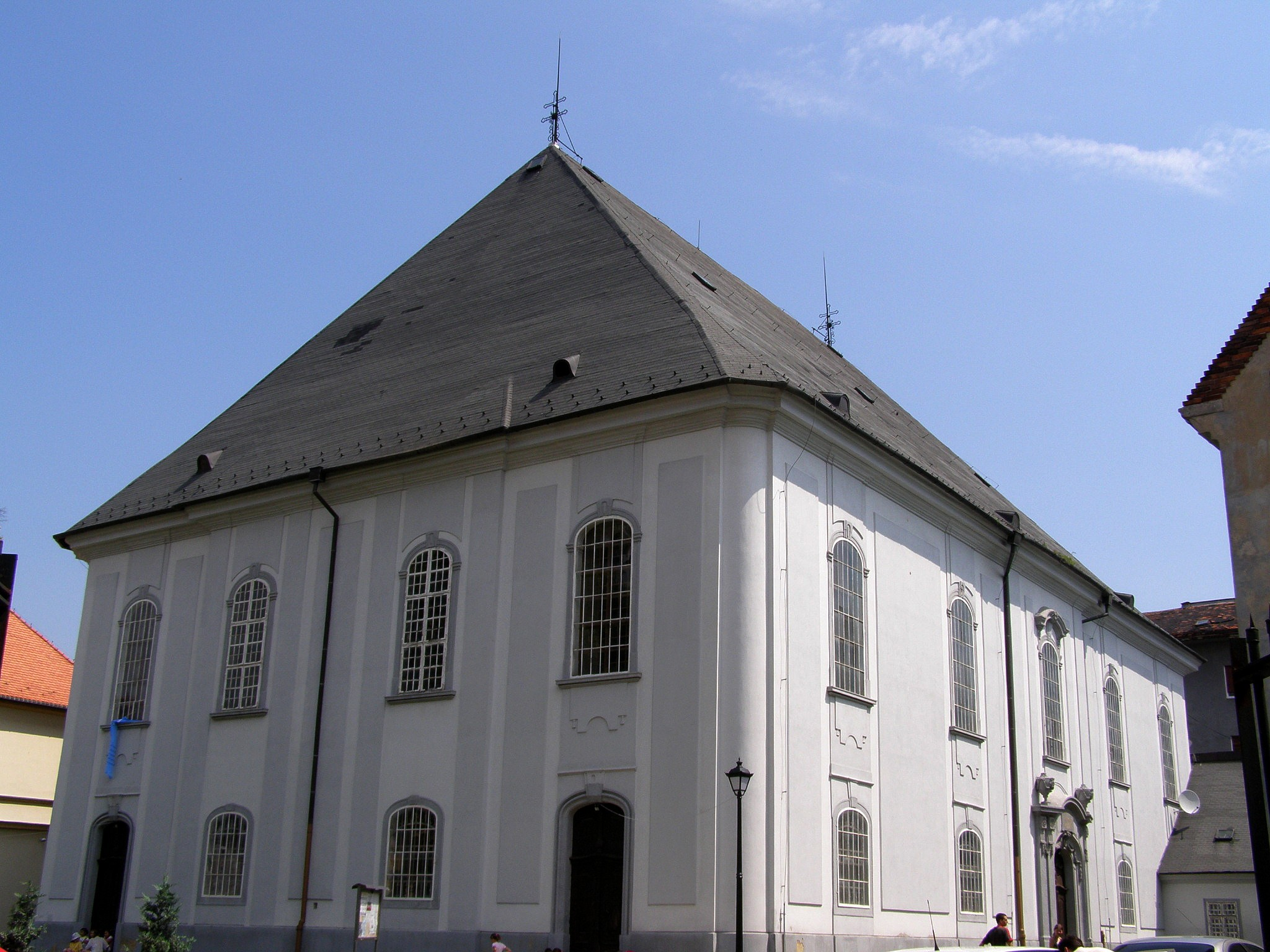
Wielki Kościół w Bratysławie

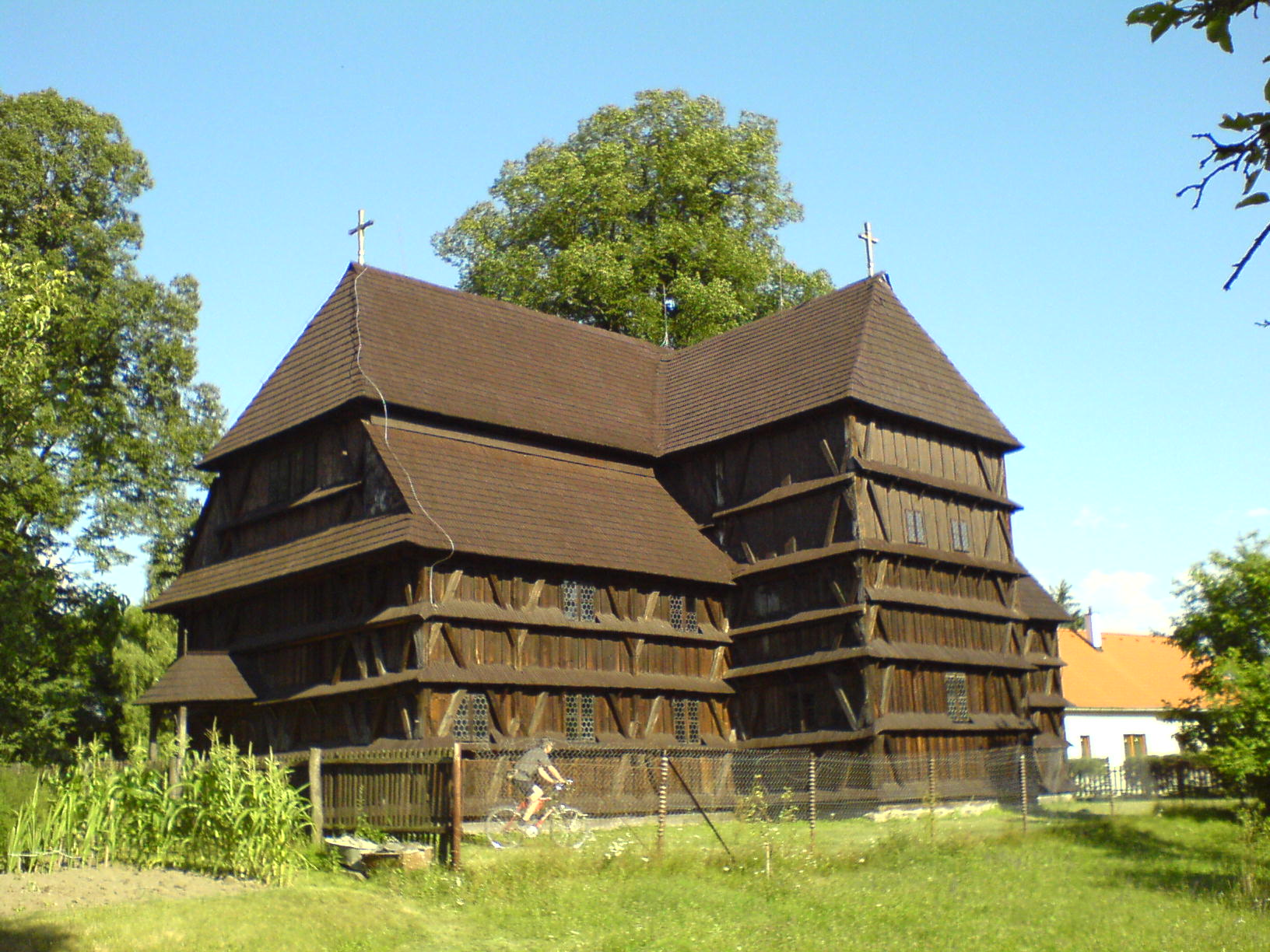
Kościół artykularny w Hronseku

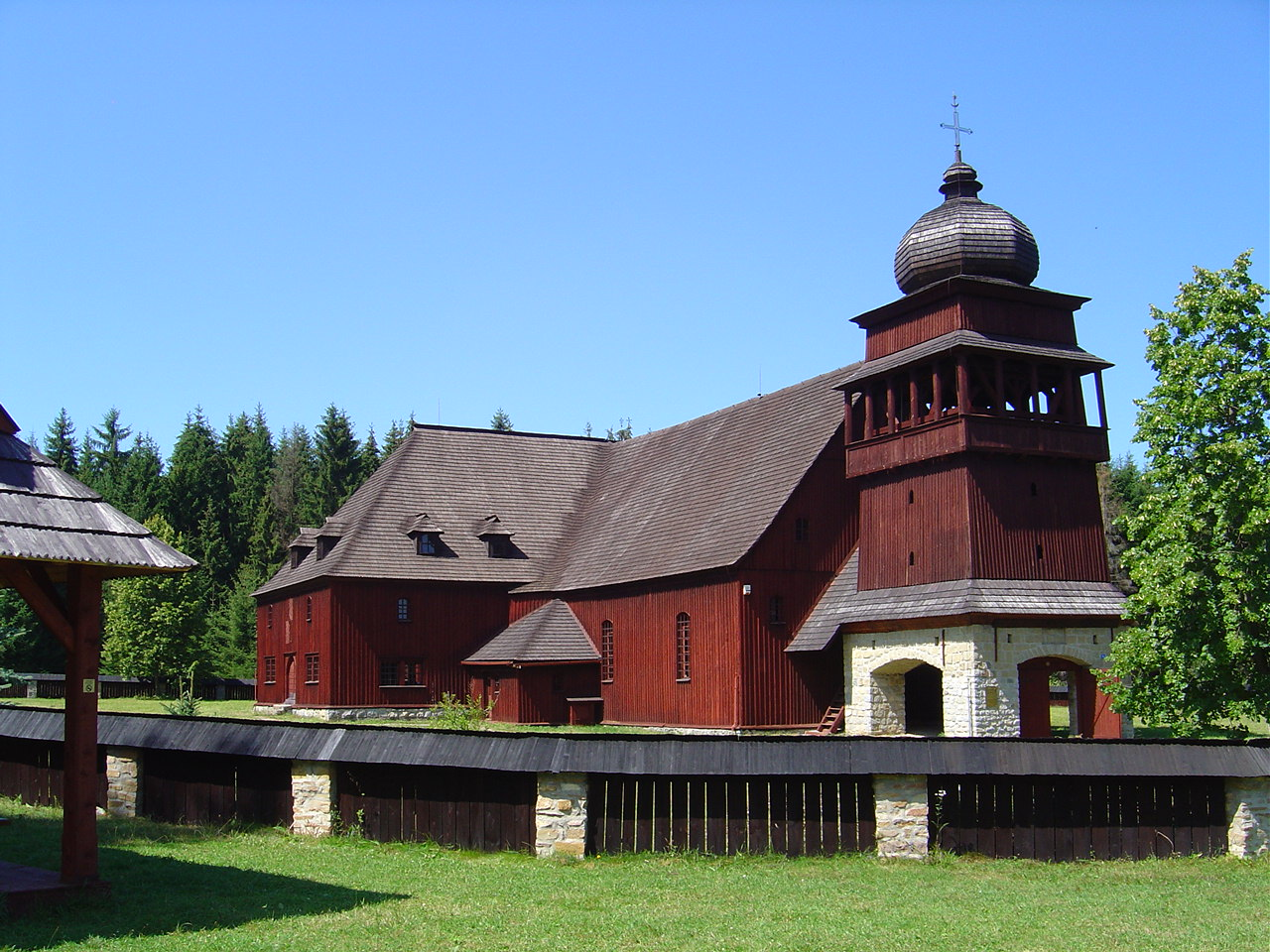
Kościół artykularny w Świętym Krzyżu

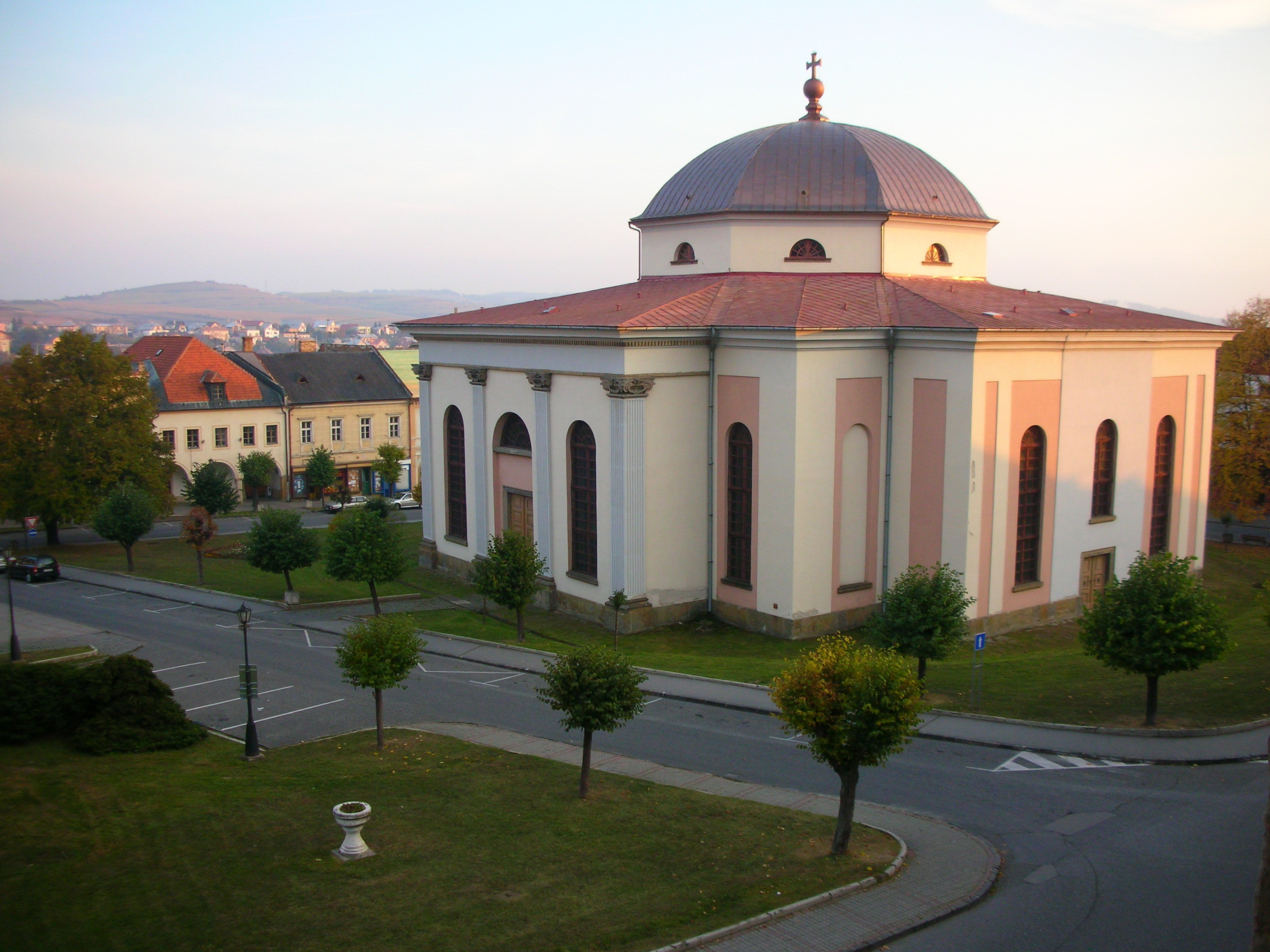
Kościół w Lewoczy

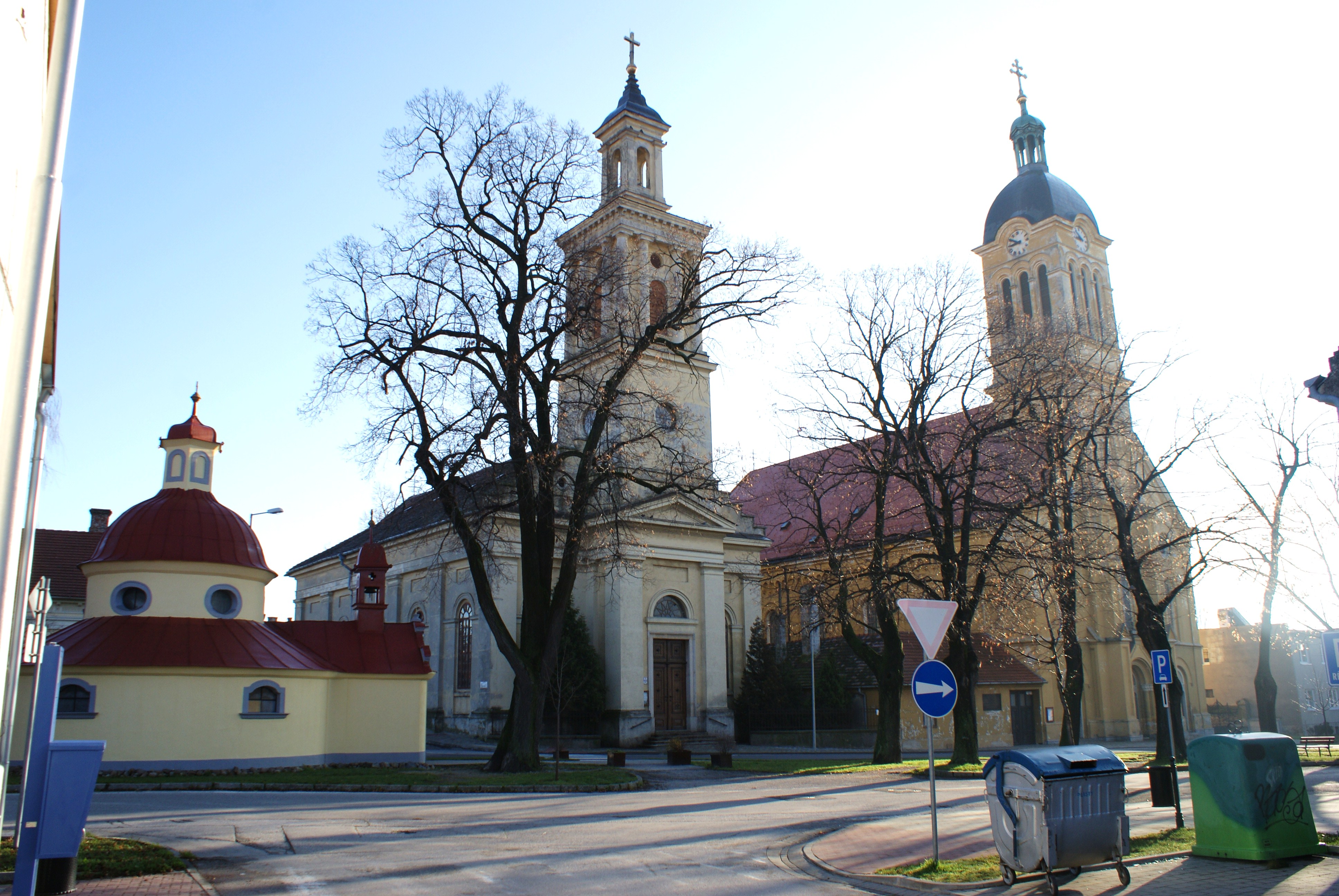
Niemiecki i słowacki kościół ewangelicki w Modrej

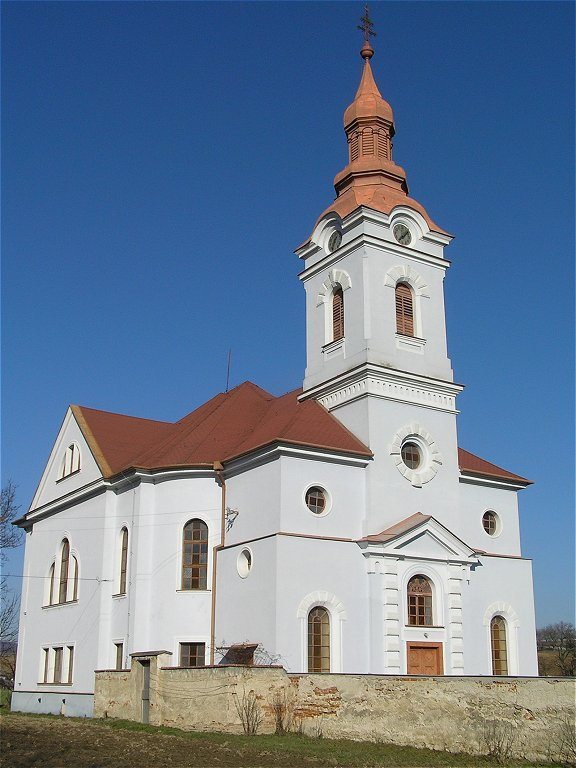
Kościół w mieście Vrbové

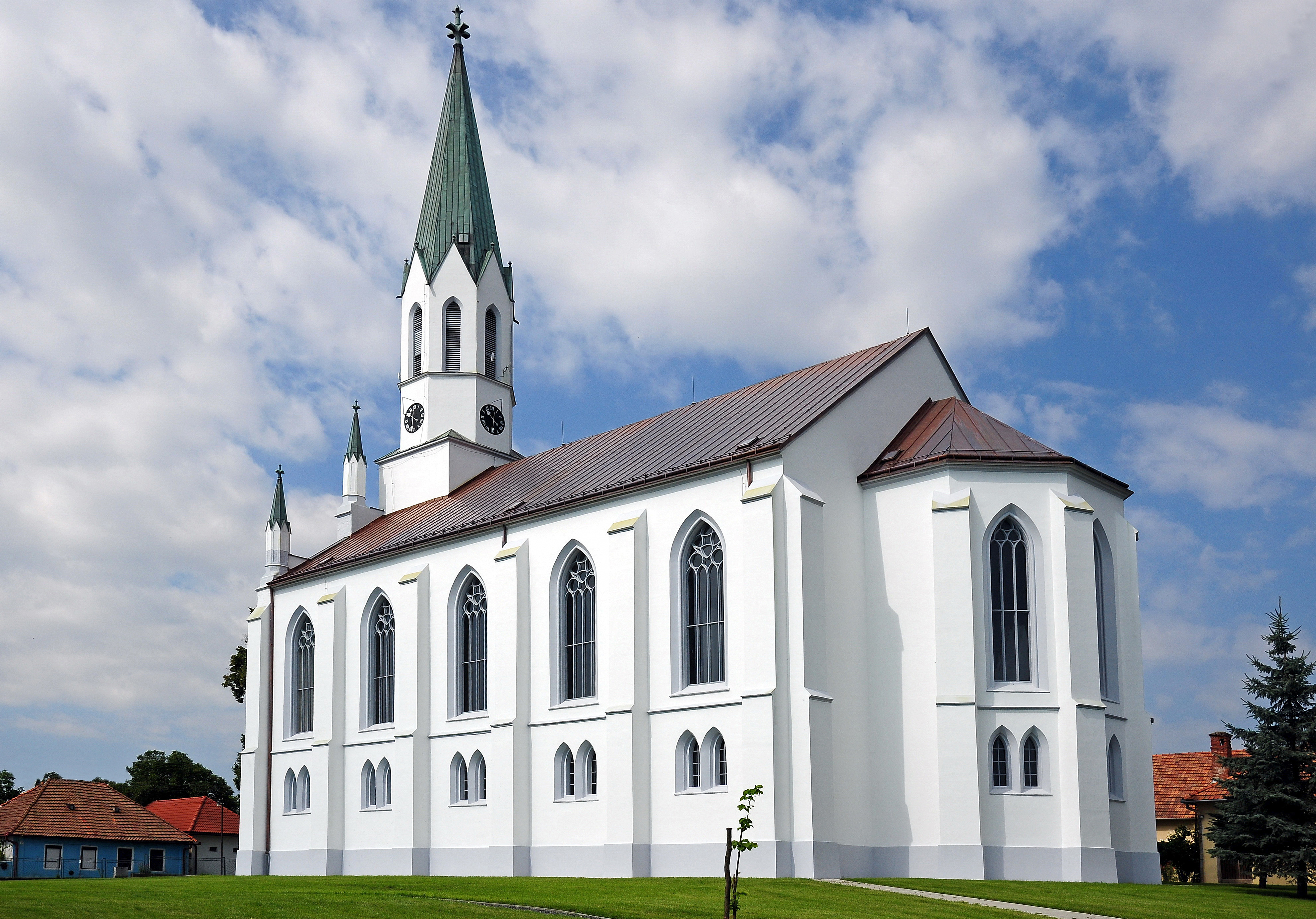
Kościół w Bátovcach

Kościół Ewangelicki Wyznania Augsburskiego na Słowacji (słow. Evanjelická cirkev augsburského vyznania na Slovensku, ECAV) – największy Kościół luterański na Słowacji. Jest drugim co do wielkości w kraju kościołem po Kościele rzymskokatolickim.

## Historia
Nauki Marcina Lutra dotarły na Słowację w pierwszej połowie XVI wieku. Już w drugiej połowie tego stulecia 2/3 ludności była wyznania ewangelickiego. W 1610 roku na Synodzie w Żylinie utworzono fundamenty pod organizację Kościoła luterańskiego Węgier. Dla zachodniej i środkowej części Słowacji utworzono trzy superintendentury (diecezje) oraz wybrano trzech biskupów. Kolejne dwie superintendentury dla wschodniej części kraju powstały w 1614 roku na synodzie w Spiskim Podgrodziu. Kościół funkcjonował ze znacznymi ograniczeniami od 1681 roku na mocy Artykułów Soprońskich. Jego oficjalne działanie rozpoczęło się na mocy Patentu tolerancyjnego z 1781 roku, wydanego przez cesarza Józefa II. Wtedy powstało, z wieloma ograniczeniami budowlanymi, 2/3 kościołów ewangelickich na Węgrzech, jednak pełna równość kościołów wobec prawa została określona dopiero w 1848 roku. W wyniku powstania Czechosłowacji w 1918 utworzony został samodzielny Kościół Ewangelicki Wyznania Augsburskiego na Słowacji, wyłączony z Kościoła Ewangelickiego Węgier.

## Współczesność
Kościół Ewangelicki Wyznania Augsburskiego na Słowacji w 2001 roku liczył 372 858 członków, co stanowiło 6,9% populacji kraju. Według danych z 2004 roku miał 326 zborów, 357 duchownych oraz 651 kościołów oraz kaplic. W roku 2013 liczba wiernych wynosiła 226 402.
Jest jednym z założycieli Światowej Federacji Luterańskiej, członkiem Konferencji Kościołów Europejskich i Światowej Rady Kościołów.
Zwierzchnikiem Kościoła jest biskup generalny dr Miloš Klátik.

## Wiara
W odróżnieniu od niektórych innych Kościołów, na określenie duchownego nie używa się słowa „ojciec”, gdyż według słów Jezusa zawartych w Ewangelii, należy się ono tylko Ojcu Niebieskiemu. Dlatego biskupa, seniora, czy księdza nazywa się „bratem”.

### Nabożeństwo
Główne części nabożeństwa przedstawiają się według następującej kolejności:
- Muzyka wprowadzająca (Preludium) – może być formą śpiewu chóralnego, jak również muzyki odtwarzanej lub wykonywanej na organach. Służy ona podkreśleniu nastroju dostojności wchodzenia do budynku kościoła.
- Pozdrowienie – jest to jedna z nowszych części nabożeństwa. W tym czasie kapłan wita zgromadzonych i błogosławi ich.
- Introit lub Przedśpiew – przygotowuje duchownego do kazania i przyjęcia Ducha Świętego.
- Kyrie, wczesna albo wstępna pieśń – jest to pieśń na chwałę Boga, podkreślająca pewność wiary i łaski dla grzesznych.
- Gloria – śpiewana przez zgromadzonych na chwałę Boga.
- Salutacja – jest błogosławieństwem, którym ksiądz pozdrawia zgromadzonych, podkreślając Boską obecność.
- Kolekta – to modlitwa, w której wierni proszą o błogosławieństwo spotkania z Bogiem.
- Epistoła – tekst Biblii, przez który przemawia do zgromadzonych Bóg za pośrednictwem kaznodziei. Do czytania tekstu mogą być zaangażowani również członkowie zboru.
- Druga pieśń (Graduał) – pieśń zależna od czasu i kolejności niedzieli bądź święta, związana z przedmiotem kazania.
- Ewangelia – po niej następuje kolejny tekst na nabożeństwie, którym duchowny "zwiastuje dobrą nowinę" i zwraca w ten sposób uwagę na Bożą obecność. Zbór odpowiada: "Chwała Tobie, Panie, Alleluja", co jest dziękczynieniem Bogu za daną miłość.
- Credo – pieśń wyznania wiary i potwierdzenia faktu, że zbór przyjmuje słowa Ewangelii i do niej się przyznaje. Aby pieśni wyznania wiary nie powtarzały się za często, można je wypowiadać za pomocą apostolskiego wyznania wiary, a potem śpiewana jest pieśń przed kazaniem lub w inny odpowiedni sposób.
- Kazanie – centrum nabożeństwa.
- Liturgia końcowa składa się z następujących części: antyfony, kolekty i błogosławieństwa Aaronowego. Po nim następuje ostatnia pieśń, po której ksiądz wzywa zbór do podania sobie rąk i opuszczenia kościoła w pokoju, czemu towarzyszy zamykająca nabożeństwo muzyka organowa - Postludium.

## Struktura organizacyjna
Podstawową jednostką organizacyjną Kościoła jest zbór. Zbory zrzeszone są w senioraty, a senioraty - w dystrykty. Kościół Ewangelicki Wyznania Augsburskiego na Słowacji podzielony jest na dwa dystrykty: zachodni i wschodni oraz na 14 senioratów, z czego osiem przynależy do dystryktu zachodniego, a sześć - do wschodniego. 
Dystrykt zachodni (Západný dištrikt):
- Seniorat myjavski (Myjavský seniorát)
- Seniorat bratysławski (Bratislavský seniorát)
- Seniorat powaski (Považský seniorát)
- Seniorat novohradzki (Novohradský seniorát)
- Seniorat rymawski (Rimavský seniorát)
- Seniorat dunajsko-nitrzański (Dunajsko-nitriansky seniorát)
- Seniorat hontianski (Hontiansky seniorát)
- Seniorat zwoleński (Zvolenský seniorát)

Dystrykt wschodni (Východný dištrikt):
- Seniorat turczański (Turčiansky seniorát)
- Seniorat liptowsko-orawski (Liptovsko-oravský seniorát)
- Seniorat koszycki (Košický seniorát)
- Seniorat szarysko-zempliński (Šarišsko-zemplínsky seniorát)
- Seniorat tatrzański (Tatranský seniorát)
- Seniorat gemerski (Gemerský seniorát)

Organy wykonawcze Kościoła na wszystkich poziomach złożone są z konwentu, najwyższego organu zboru, prezbiterstwa i prezydentury. Legislacyjnym i najwyższym administracyjnym organem słowackich ewangelików pozostaje Synod. Według konstytucji Kościoła ewangelickiego przedstawiciele wszystkich organów wybierani są raz na sześć lat, a księży zbór wybiera co 10 lat.

## Diakonia ewangelicka
Diakonia na poziomie zborów uformowała się już pod koniec XIX wieku. W Bratysławie, na Palisadach początkiem XX wieku powstało największe centrum instytucjonalne pod nazwą Szpital Ewangelicki (szpital, dom dziecka, dom starców, dom diakonis i diakonów). W okresie panowania komunizmu, w 1951 roku centrum zostało rozwiązane, wszyscy jego mieszkańcy usunięci, a majątek odebrany Kościołowi bez odszkodowania. W części szpitalnej mogły pracować jako pielęgniarki tylko te diakonisy, które wyrzekły się wiary. Stare i schorowane diakonisy zostały umieszczone w zrujnowanym domu starców przy ulicy Józefińskiej w Bratysławie, gdzie umierały w następstwie chorób, niedożywienia i zimna. Tu jako ostatni duchowny administrator instytucji diakonijnej, szpitalu, domu starców i sierocińca od 1947 roku mieszkał ksiądz Ondrej Bartko z małżonką Anną i dziećmi, który pracował w bratysławskiej parafii i senioracie aż do początku lat 90. XX wieku. Został on również razem z rodziną bez dachu nad głową. Na niecały rok przyjął go profesor Ján Jamnický w swoim domu przy ulicy Stefanikovej w Bratysławie, ale nieruchomość została mu odebrana przez władze, a on sam wraz z rodziną wysiedlony z miasta.
Poza szpitalem ewangelickim w Bratysławie, reżim komunistyczny zlikwidował też inne instytucje charytatywne diakonii na Słowacji, jak dom opieki Betania w Liptowskim Mikułaszu, Starej Turej i innych miastach.
Nowa historia diakonii ewangelickiej na Słowacji rozpoczyna się w roku 1991. Posiada ona 19 ośrodków we wszystkich regionach Słowacji. Zapewnia pomoc socjalną, duszpasterską i medyczną ludziom, którzy ze względu na swoją sytuację zdrowotną, chorobę lub samotność znaleźli się w trudnym położeniu. Diakonia dysponuje 10 domami starców, żłobkami, domami dziecka, ośrodkami dla młodzieży i szkołami z internatem dla dzieci niepełnosprawnych.

## Edukacja

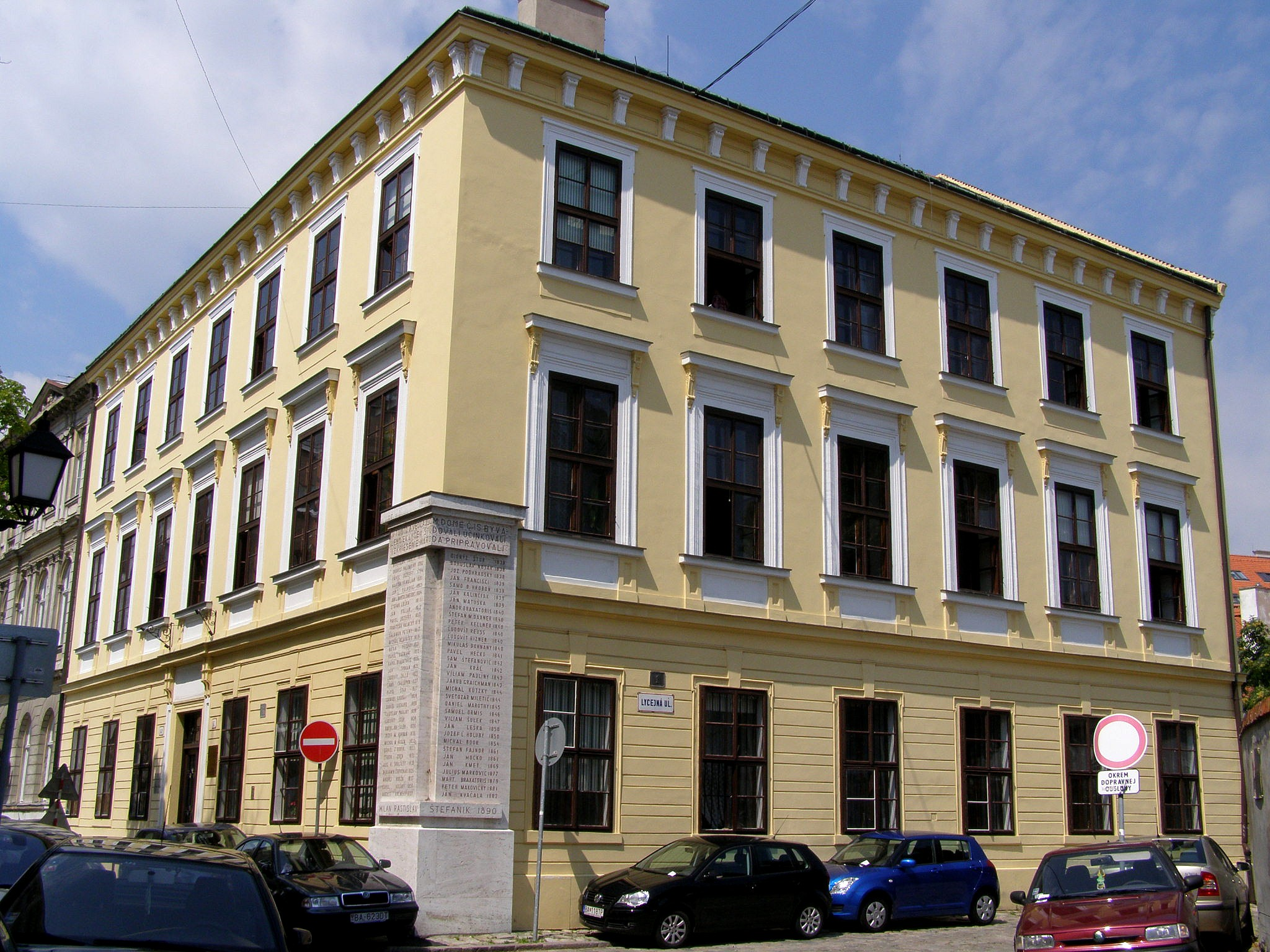
Dawny budynek liceum ewangelickiego w Bratysławie

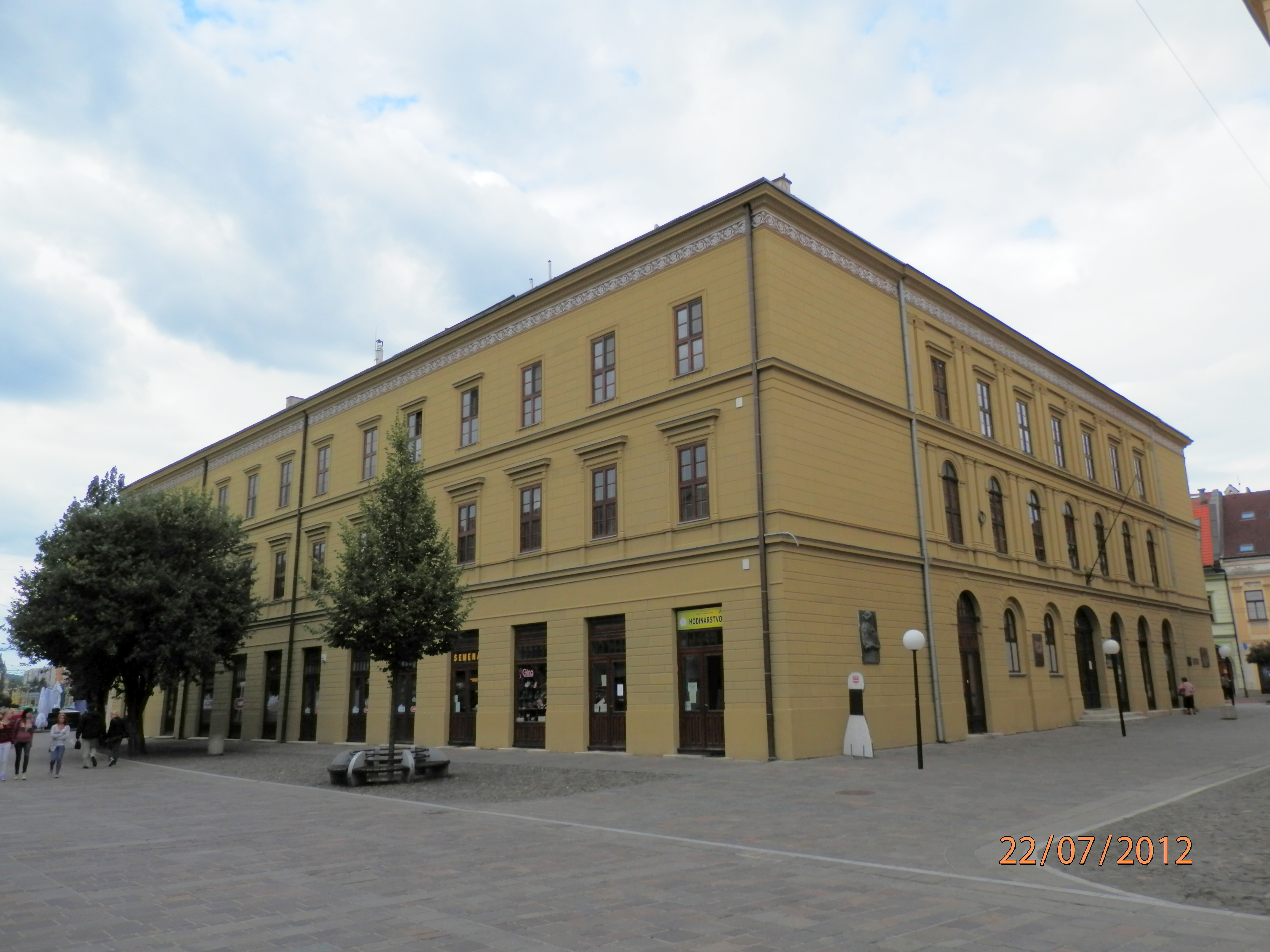
Kolegium ewangelickie w Preszowie

Od początku istnienia protestantyzm kładzie duży nacisk na edukację. Pierwsze szkoły ewangelickie zaczęły powstawać od czasu ogłoszenia patentu tolerancyjnego. Najważniejszą instytucją edukacyjną pozostaje wydział teologii ewangelickiej Uniwersytetu Komeńskiego w Bratysławie. Kościół posiada również sześć przedszkoli (w Bratysławie, Spiskiej Nowej Wsi, Rożniawie, Svätým Jure, Koszycach i Martinie), pięć szkół podstawowych i dziewięć szkół średnich.
Szkoły podstawowe:
- Ewangelicka Szkoła Podstawowa Bratysława (Evanjelická základná škola Bratislava)
- Ewangelicka Szkoła Podstawowa biskupa Jura Janoški w Liptowskim Mikułaszu (Evanjelická základná škola biskupa Jura Janošku Liptovský Mikuláš)
- Kościelna Szkoła Podstawowa doktora Marcina Lutra w Bratysławie (Cirkevná základná škola Dr. Martina Luthera Bratislava)
- Ewangelicka Szkoła Podstawowa w Rymawskiej Sobocie (Evanjelická základná škola Rimavská Sobota)
- Ewangelicka Szkoła Podstawowa w Martinie (Evanjelická základná škola v Martine)

Szkolnictwo średnie obejmuje gimnazja i szkoły zawodowe:
- Liceum Ewangelickie w Bratysławie (Evanjelické lýceum v Bratislave)
- Gimnazjum Ewangelickie w Bańskiej Bystrzycy (Evanjelické gymnázium v Banskej Bystrici)
- Gimnazjum Ewangelickie w Tisovcu (Evanjelické gymnázium Tisovec)
- Zespół Szkół Ewangelickich w Liptowskim Mikułaszu (Evanjelická spojená škola Liptovský Mikuláš)
- Zespół Szkół Ewangelickich  Preszowie (Evanjelická spojená škola Prešov)
- Szkoła Biblijna w Martinie (Biblická škola v Martine)
- Gimnazjum Ewangelickie w Martinie (Evanjelické gymnázium v Martine)
- Gimnazjum Ewangelickie J.A. Komenskégo w Koszycach (Evanjelické gymnázium J.A. Komenského v Košiciach)
- Gimnazjum Ewangelickie doktora Marcina Lutra w Bratysławie (Evanjelické gymnázium Dr. Martina Luthera Bratislava)

## Media
- Wydawnictwo Tranoscius
- Wydawnictwo  ViViT
- Wydawnictwo Polárka
- Cestou svetla
- Cirkevné listy
- Diakonia.sk
- Czasopismo dla dzieci Dúha
- Evanjelické Sitno
- Evanjelický posol spod Tatier
- Evanjelický teológ
- Evanjelický východ
- Melanchton
- Rozmer
- Služba slova
- Tvorba

## Władze kościelne
Najwyższym przedstawicielem kościoła jest prezydium generalne, którego członkami są dr Miloš Klátik - biskup generalny oraz dr Imrich Lukáč - superintendent generalny.
Generalni biskupi od roku 1919:
- Jur Janoška (1919-1930)
- Dušan Fajnor (1930-1934)
- Vladimír Pavel Čobrda (1934-1951)
- Ján Chabada (1951-1970)
- Ján Michalko (1970-1990)
- Pavel Uhorskai (1990-1994)
- Július Filo (1994-2006)
- Miloš Klátik (2006- )

## Słowaccy ewangelicy
Do Kościoła Ewangelickiego należało wielu intelektualistów oraz innych osób zasłużonych dla Słowacji, między innymi:
- Matej Bel (kaznodzieja, filozof, polihistor)
- Ján Kollár (duchowny, poeta)
- Ján Chalupka (dramatopisarz)
- Ľudovít Štúr (polityk, językoznawca, publicysta)
- Jozef Miloslav Hurban (duchowny, pisarz, polityk)
- Samo Chalupka (duchowny, poeta)
- Andrej Sládkovič (poeta)
- Ján Botto (poeta)
- Janko Kráľ (poeta, działacz narodowy)
- Janko Matúška (autor słowackiego hymnu)
- Pavol Országh Hviezdoslav (poeta, dramatopisarz)
- Karol Kuzmány (duchowny, poeta, publicysta)
- Svetozár Hurban-Vajanský (poeta, pisarz, publicysta)
- Martin Rázus (bajkopisarz, dramaturg)
- Štefan Krčméry (duchowny, poeta, krytyk literacki)
- Milan Rastislav Štefánik (astronom, polityk, generał)
- Alexander Dubček (polityk)
- Milan Rúfus (poeta)
- Kristína Royová (pisarka)
- Milan Hodža (polityk, dziennikarz)
- Hana Ponická (pisarka, tłumaczka)
- Ján Levoslav Bella (kompozytor, dyrygent)
- Ladislav Medňanský (malarz)
- Dušan Čaplovič (polityk, naukowiec)
- Július Barč-Ivan (dramaturg, prozaik)
- Viliam Žingor (dowódca partyzancki)
- Peter Jaroš (pisarz, scenarzysta)